# Дајо Упамекано
Дајочанкул Освалд Упамекано (фр. Dayotchanculle Oswald Upamecano, Евре, 27. октобар 1998) је француски фудбалер који тренутно наступа за Бајерн из Минхена. Игра на позицији одбрамбеног играча.

## Успеси
Бајерн Минхен
- Бундеслига Немачке (3) : 2021/22,[4] 2022/23,[5] 2024/25.[6]
- Суперкуп Немачке (2) : 2021,[7] 2022.[8]

 Француска до 17
- Европско првенство до 17 година:  2015.[9]

 Француска
- УЕФА Лига нација:  2020/21.[10]
- Светско првенство:  2022.[11]

Појединачни
- Идеални тим Лиге шампиона: 2019/20.[12]
- Идеални тим према ЕСМ: 2019/20.[13]
- ВДВ идеални тим Бундеслиге Немачке: 2020/21,[14] 2022/23.[15]